# 光源列表
此列表列出各種光源，包括人工和天然的發光體。列表集中於可見光（波長390至700納米）光源。

## 白熾

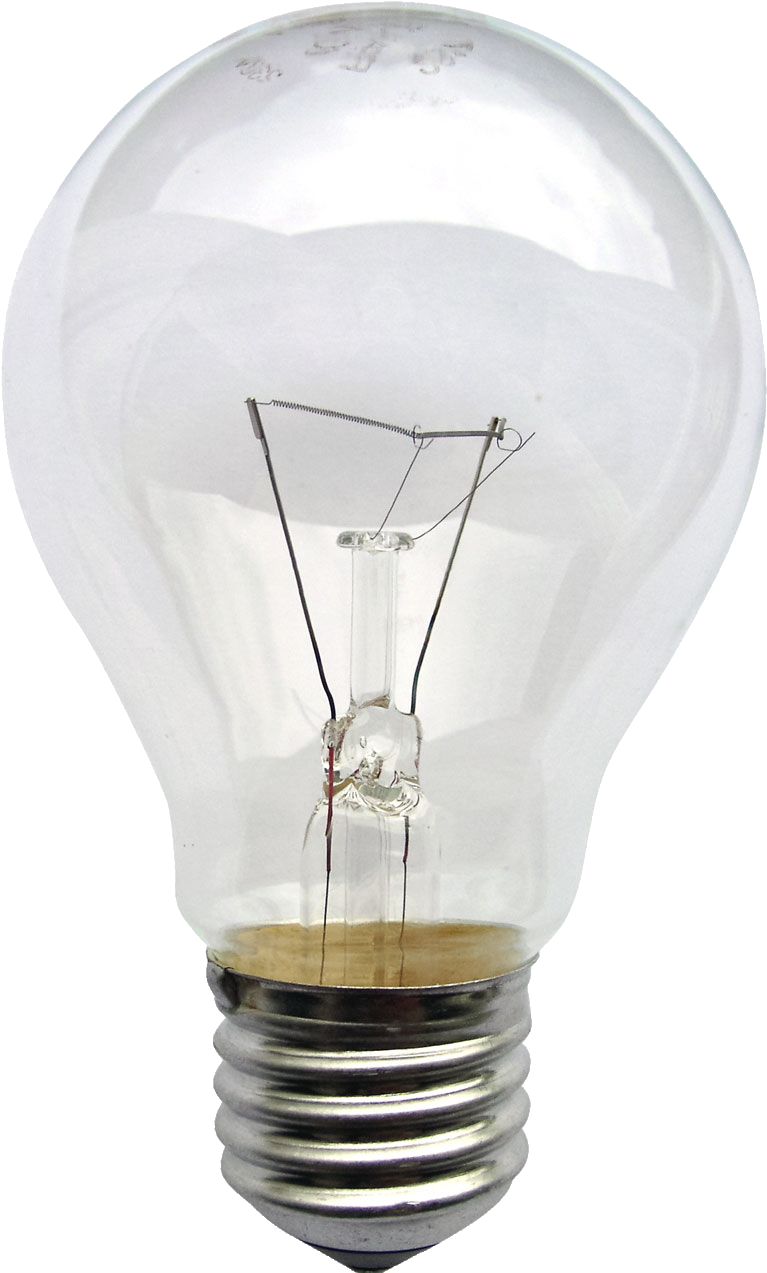
白熾燈

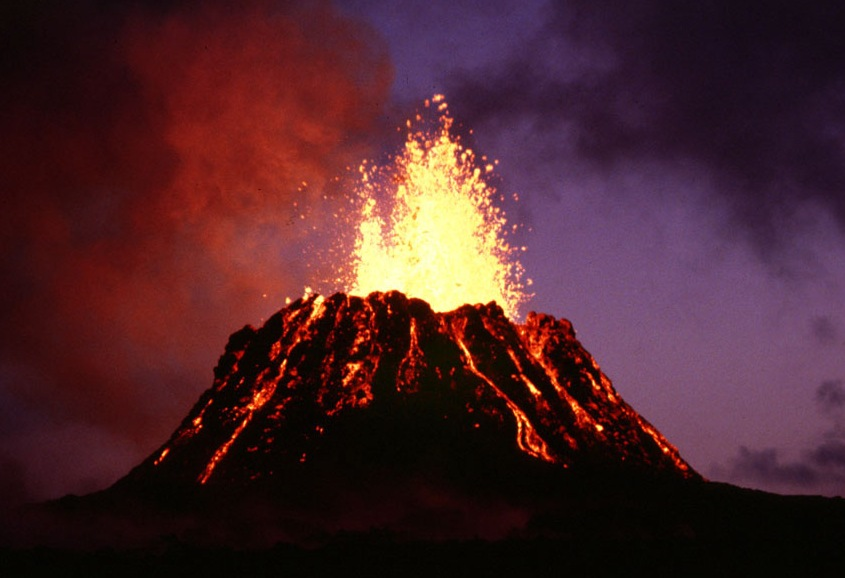
火山噴發

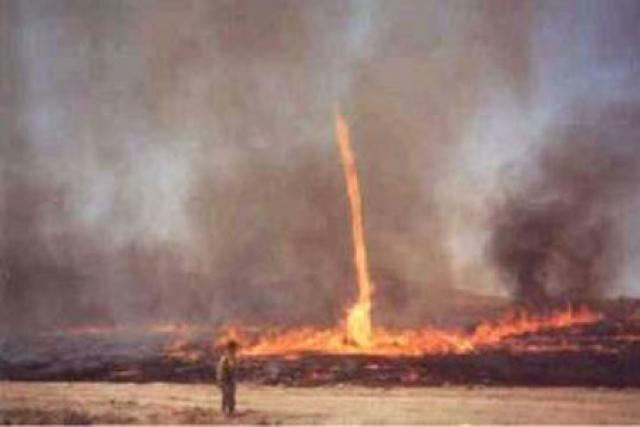
火龍捲

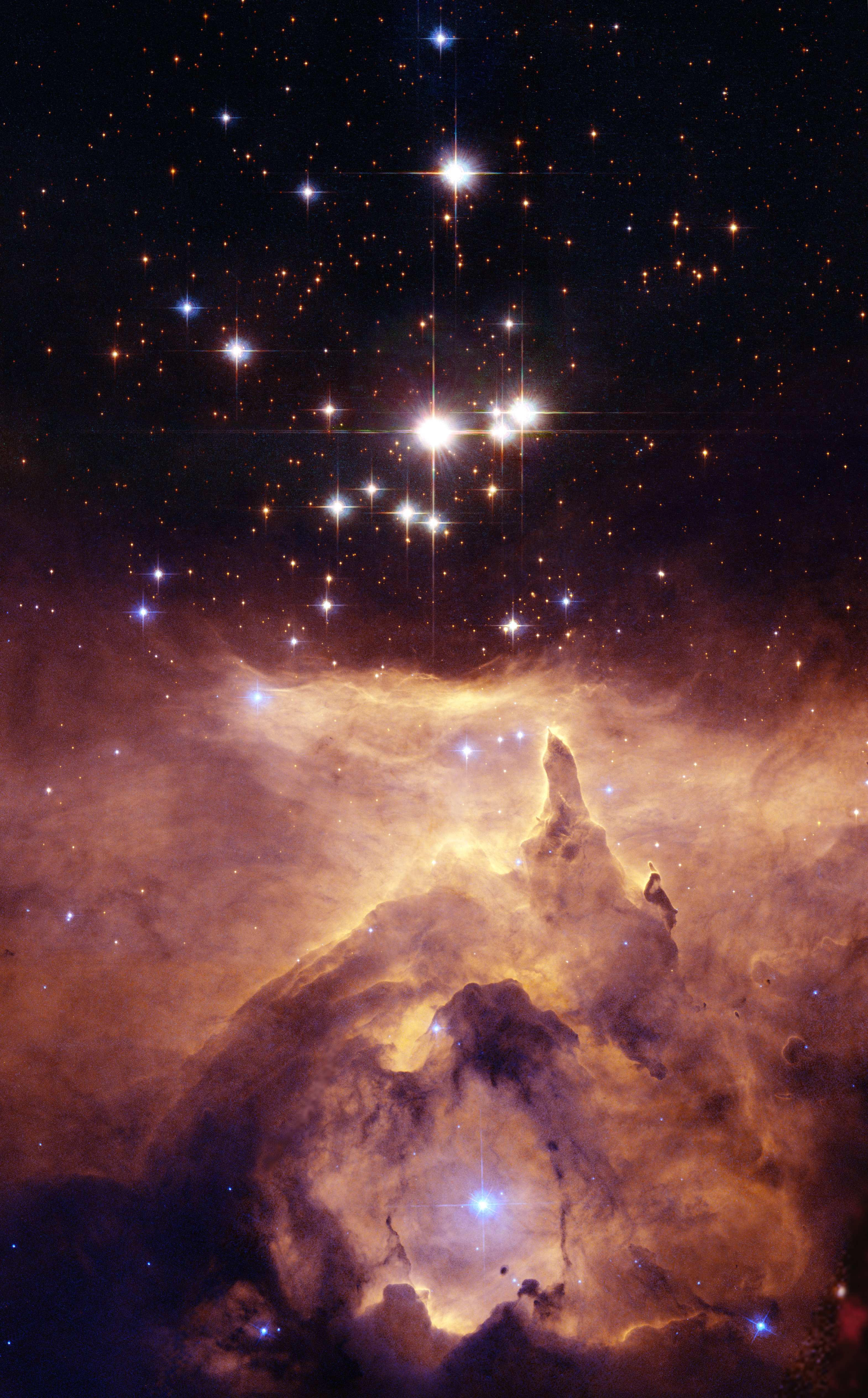
星雲及恆星

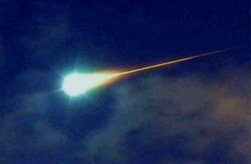
火流星

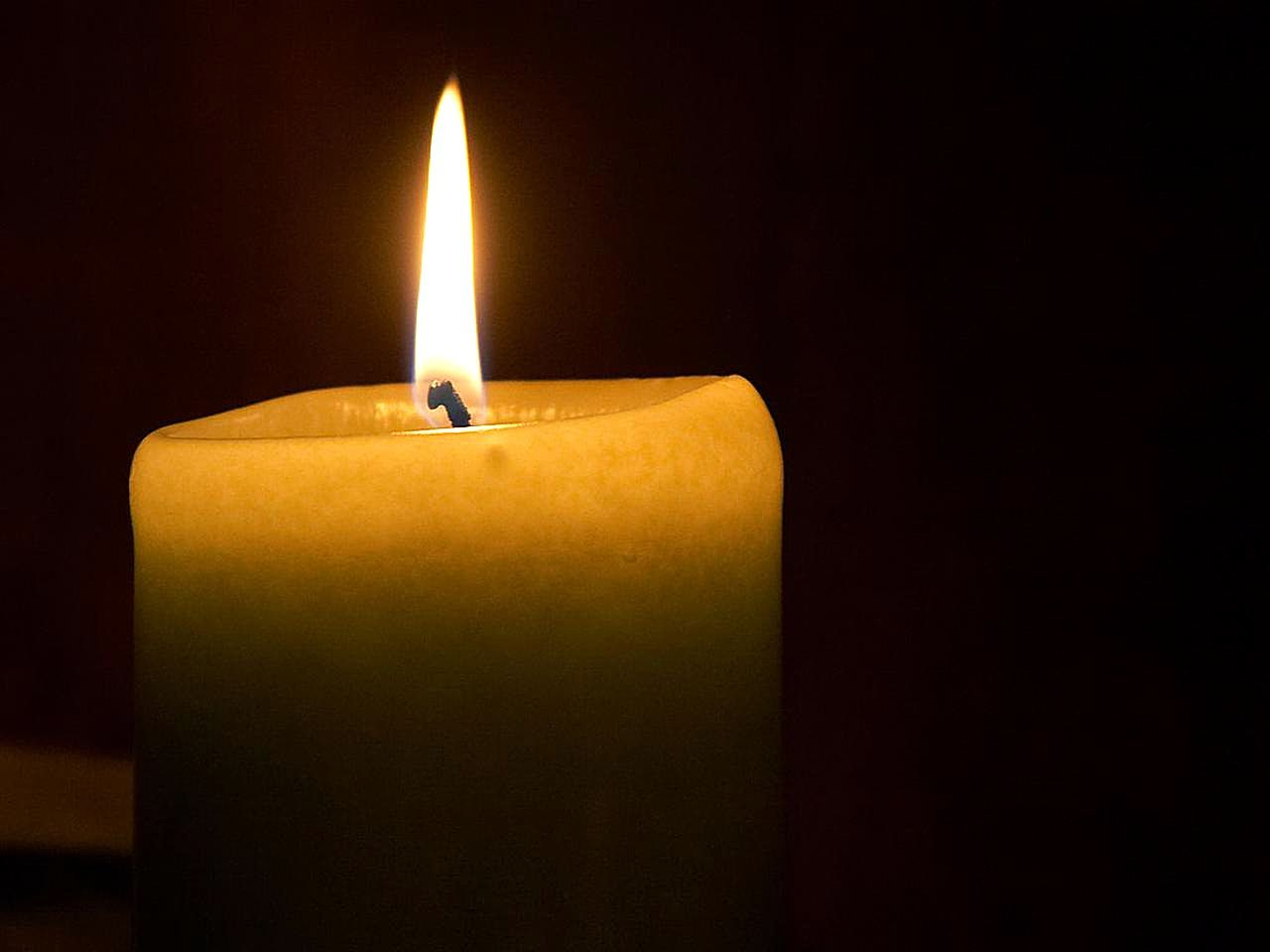
蠟燭

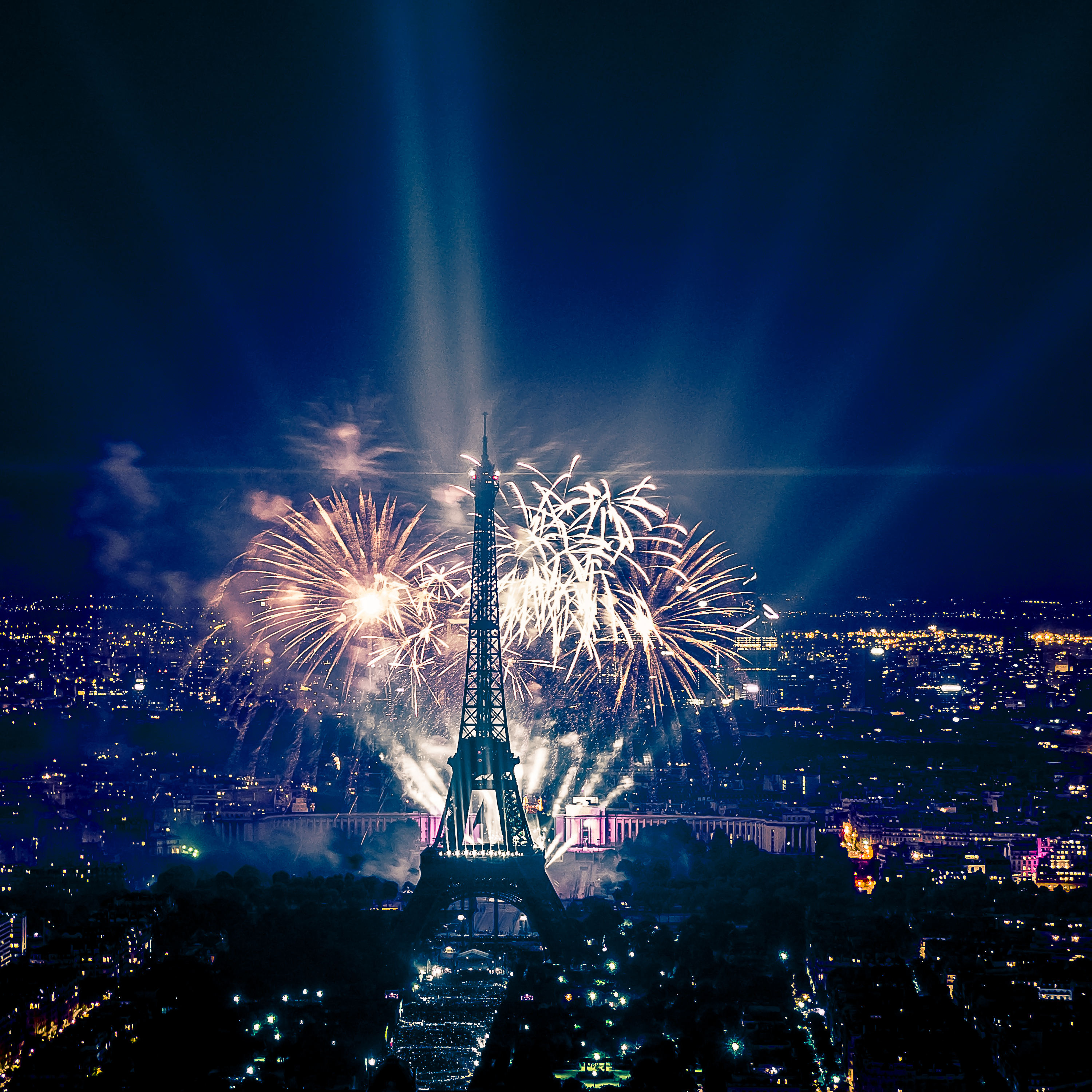
煙火

白熾為物體由於自身溫度而發出電磁波。

### 物理現象
- 黑體輻射
- 湮灭
- 契忍可夫輻射

### 自然現象
- 地震光
- 熔岩（火山噴發）
- 火龍捲

### 天文

#### 天體
- 恒星（星團、星系）
  - 冕
  - 光球
- 深空天體
  - 類星體
  - 吸積盤
  - 耀變體
  - 磁星
  - 脈衝星

#### 進入大氣層
- 流星體（流星雨、火流星）
- 再入

### 照明用具
- 白熾燈
- 鹵素燈泡
- 能斯特發光體（舊式）
- 酥油燈
- 煤氣燈
- 煤油燈
- 燈籠
- 油燈
- 蠟燭
- 火炬

### 其他
- 火
- 本生燈
- 爆炸物
- 煙火
- 火焰噴射器

## 冷發光
冷發光指物體不由自身熱量而產生自發輻射。

### 物理現象
- 陰極射線發光
- 力致發光（摩擦發光、聲致發光、壓致發光）
- 結晶發光
- 電化學發光
- 輻射發光

### 光致發光
光致發光指物質吸收光子（或電磁波）后重新輻射出光子（或電磁波）。

#### 螢光
入射光停止後，發光現象衰退時間短於{\displaystyle 10^{-8}}秒。
- 極光
- 方解石
- 螢石

#### 磷光
入射光停止後，發光現象衰退時間長於{\displaystyle 10^{-8}}秒。
- 鋁酸鍶
- 硫化锌

### 熱釋光
晶體吸收游離輻射後因受熱而將該能量以光釋出。
- 螢石

### 強熱發光
物質在高溫中發出某些波長的光，而其強度比預料因白熾現象而產生的黑體輻射更高。
- 氧化锌
- 二氧化铈
- 二氧化钍

### 化學發光
化學發光指化學反應激發的發光現象。
- 氣輝

### 生物發光

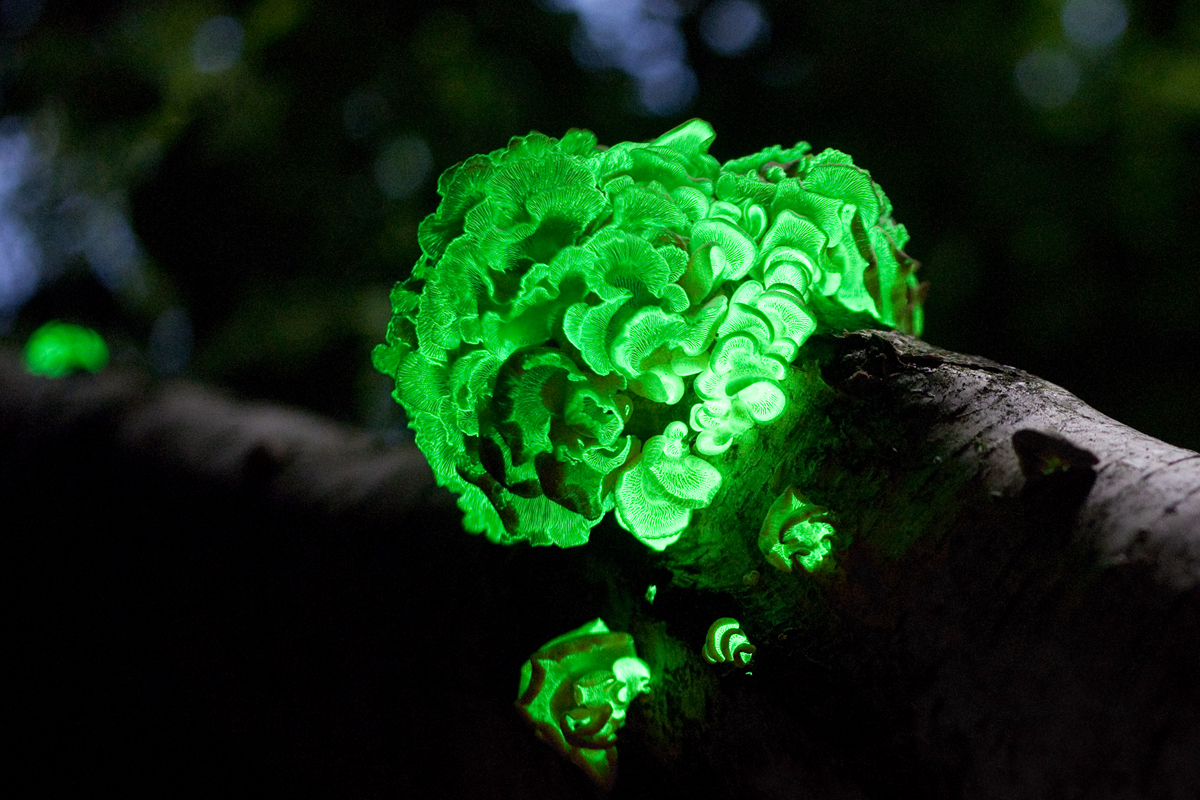
鱗皮扇菇

生物發光指由於生物體內的化學反應而發光。更詳盡的發光生物列表請參閱主條目。
- 維多利亞多管發光水母
- 南極磷蝦
- 蝦蛄
- 螢火蟲
- 螢光素酶
- 鱗皮扇菇
- 鷗蛤科

### 放電

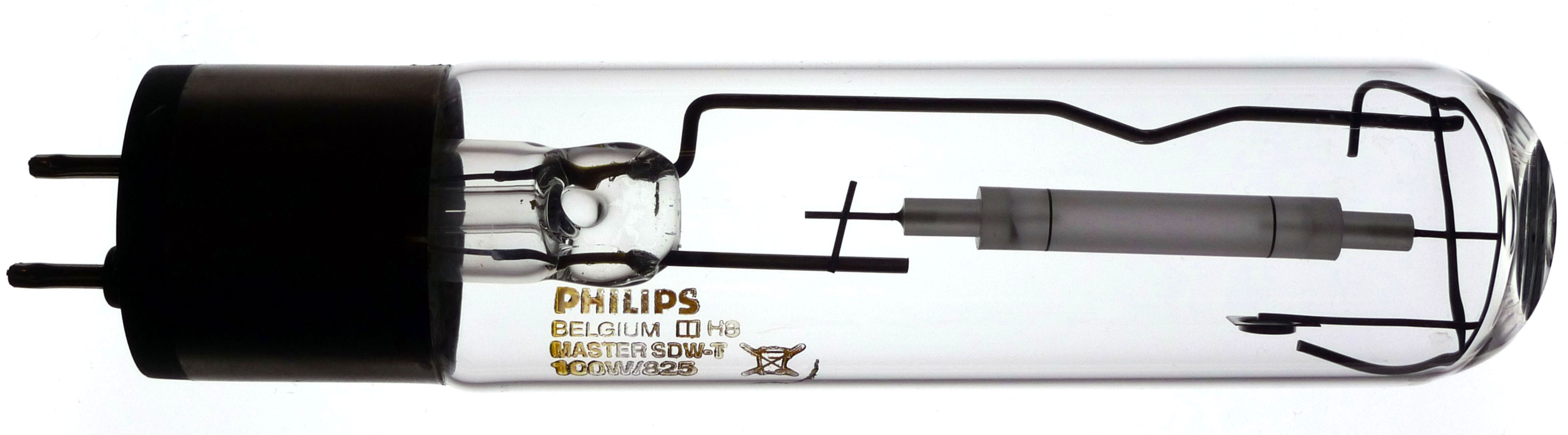
高壓鈉燈

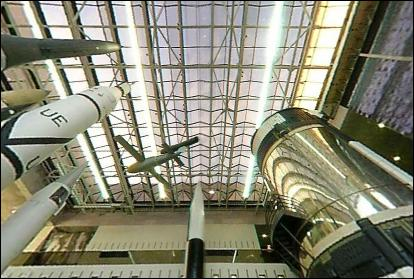
微波硫灯

冷陰極計數管

#### 電弧
電弧是於氣體出現的電擊穿導致持續的放電。
- 弧光燈

#### 靜電放電
靜電放電是由於絕緣介質兩面累積的正電荷和負電荷而出現的短暫電擊穿。
- 閃電
  - 中高层大气放电
  - 球狀閃電

#### 電暈放電
電暈放電是圍繞帶電導體的流體離子化所造成的放電。
- 聖艾爾摩之火

#### 氣體放電燈
以等離子體的放電發光的人造照明用具。
- 無極燈
  - 微波硫灯
- 螢光燈
  - 一體式螢光燈
  - 黑光灯
- 高強度氣體放電燈
  - 水銀燈
  - 金屬鹵化物燈
  - 鈉燈
- 氖灯
  - 數字管
  - 冷陰極計數管（舊式）
- 等離子燈

### 電致發光

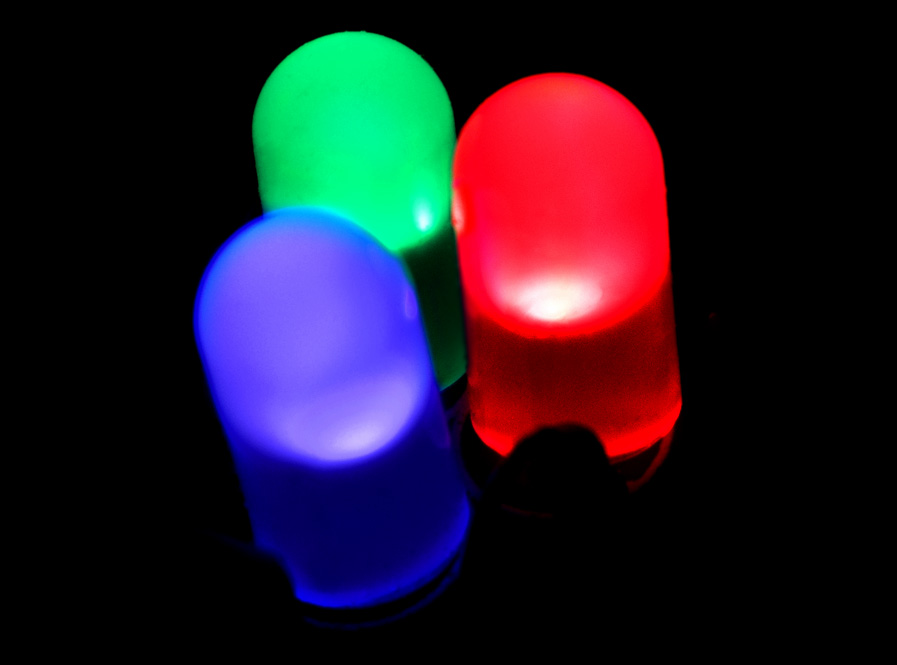
發光二極管

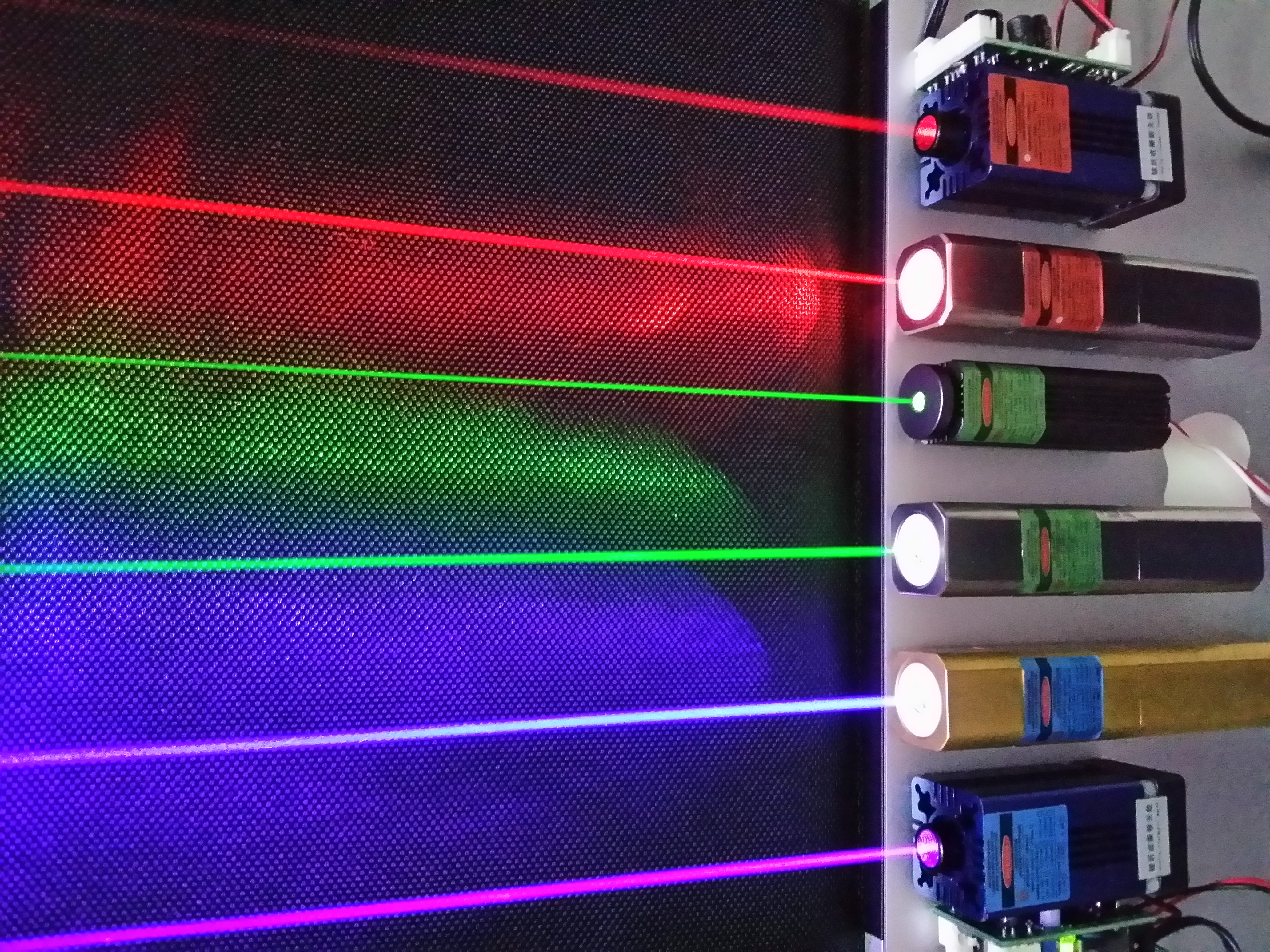
激光

電致發光指電流通過物質時或物質處於強電場下發光。
- 發光二極管
  - 有機發光二極體（聚合物发光二极管、磷光有机电激发光二极管）
- 激光
  - 染料激光器
  - 自由电子激光器
  - 激光二极管
  - 紅寶石雷射

## 另見
- 發光效能
- 光度学

## 外部連接
- 自製光譜儀的說明，此外網站亦有天文和大氣現象的觀測（页面存档备份，存于）